# 1084

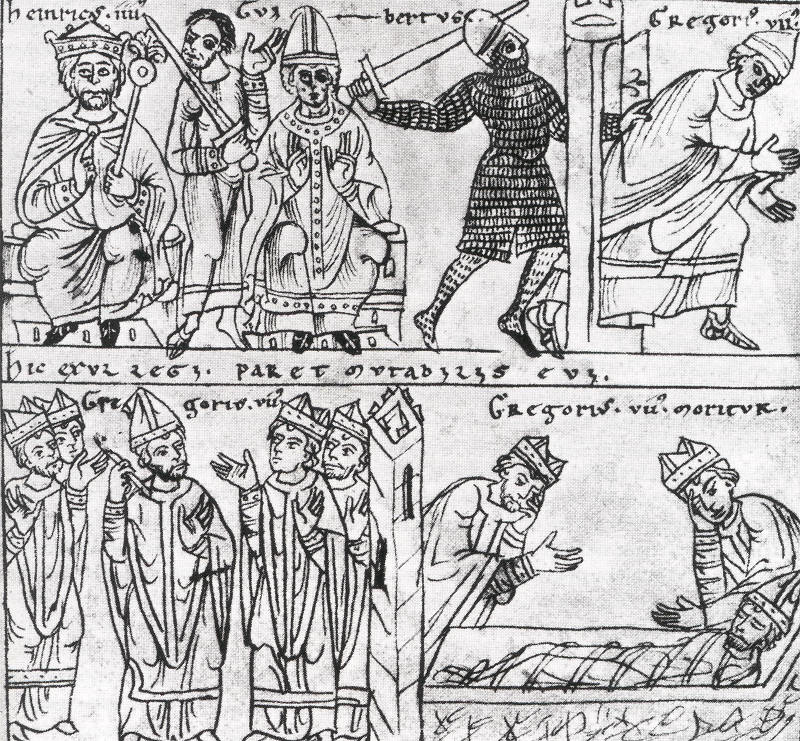
Clemens III kroont Hendrik IV tot keizer; Gregorius VII wordt uit Rome verdreven (bovenaan; onderaan het overlijden van Gregorius VII)

Het jaar 1084 is het 84e jaar in de 11e eeuw volgens de christelijke jaartelling.

## Gebeurtenissen
maart
- 21 - Duits koning Hendrik IV zet een nieuwe stap in de Investituurstrijd: gesteund door Godfried van Bouillon neemt hij Rome in. Paus Gregorius VII moet vluchten.
- 24 - Tegenpaus Clemens III wordt als paus geïnstalleerd.
- 31 - Clemens III kroont Hendrik IV tot keizer.

april
- 13 - Hertog-regent Hoël II van Bretagne sterft; de jonge hertog Alan IV aanvaardt de regering.

mei
- mei - Robert Guiscard, de Noormannenhertog en bondgenoot van Gregorius VII neemt Rome in. Hendrik IV trekt zich terug naar Citta Castellana. Gregorius wordt door de Noormannen bevrijd, zij misdragen zich echter dusdanig dat hij naar de Abdij van Monte Cassino moet vluchten.

juli
- 30 - Godelieve van Gistel wordt door de bisschop van Doornik, Radbod II, heilig verklaard. Op deze plechtigheid in de kerk van Gistel, zijn hoogwaardigheidsbekleders aanwezig zoals gravin Geertruida van Saksen, echtgenote van graaf Robrecht de Fries, de abt van Sint-Winoksbergen en talrijke geestelijken.

zonder datum
- De Seltsjoeken veroveren Antiochië.
- Bruno van Keulen richt het klooster Grande Chartreuse op, het moederklooster van de Kartuizerorde.
- Het kiescollege voor de paus wordt uitgebreid tot alle kardinalen (voorheen alleen de kardinaal-bisschoppen)
- Arnold van Soissons sticht de Sint-Pietersabdij in Oudenburg.
- Eyendorf wordt gesticht.
- Voor het eerst genoemd: Brody, Lauw

## Opvolging
- patriarch van Antiochië (Grieks-orthodox) - Theodosius II opgevolgd door Nicephorus
- patriarch van Constantinopel - Eustathius Garidas opgevolgd door Nicolaas III Grammaticus
- Monferrato - Otto II opgevolgd door zijn zoon Willem IV
- bisdom Terwaan - Gerard I in opvolging van Lambertus I van Belle
- Venetië - Domenico Selvo opgevolgd door Vitale Falier
- Zweden - Inge Stenkilson opgevolgd door zijn zwager Blot-Sven (jaartal bij benadering)

## Geboren
- Willem V Taillefer, graaf van Angoulême (1087-1220)
- Ahmad Sanjar, sultan van Khorasan (1096-1157) (of 1086)
- Ali ibn Yusuf, emir van de Almoraviden (1106-1142) (jaartal bij benadering)
- David I, koning van Schotland (1124-1153) (jaartal bij benadering)
- Hugo II, hertog van Bourgondië (1102-1143) (jaartal bij benadering)

## Overleden
- 13 april - Hoël II, hertog van Bretagne (1066-1084)